# Dolnji Ajdovec
Dolnji Ajdovec – wieś w Słowenii, w gminie Žužemberk. W 2018 roku liczyła 62 mieszkańców.